# Aleksander Tormasow
Hrabia Aleksander Piotrowicz Tormasow, ros. Александр Петрович Тормасов (1752–1819) – generał kawalerii armii rosyjskiej.

## Życiorys
W wieku 10 lat został paziem i do 1773 r. przebywał na dworze cara Piotra III. Swą karierę wojskowa rozpoczął jako porucznik w pułku piechoty w Wiatce (102 Wiacki Pułk Piechoty). W 1774 r. awansowany na majora, a w 1777 podpułkownika z przydziałem dowódcy świeżo sformowanego batalionu jegrów fińskich. W 1784 r. mianowany pułkownikiem i dowódcą aleksandryjskiego pułku lekkokonnego. W 1788 brał udział w szturmie Oczakowa. W 1791 r. awansowany do stopnia generała majora. Powierzono mu wówczas dowództwo brygady. Pod Izmaiłem walczył pod dowództwem Kutuzowa. Za udział w tej wojnie odznaczony został Orderem Św. Jerzego trzeciej klasy.
W 1793 król Stanisław August Poniatowski nadał mu Order Orła Białego, w tym też roku został kawalerem Orderu Świętego Stanisława.
Następnie wziął udział w tłumieniu insurekcji kościuszkowskiej. Mimo porażki pod Racławicami Suworow powierzył mu dowództwo jednej z kolumn szturmujących Pragę. Pod Maciejowicami dowodził lewym skrzydłem wojsk rosyjskich. Po zakończeniu powstania Katarzyna II nagrodziła Tormasowa Orderem św. Włodzimierza II klasy.
W 1795 r. mianowany gubernatorem Wilna. 6 lutego 1798 r. awansowany do stopnia generała lejtnanta. W 1799 zwolniony z armii przez cara Pawła I. Po roku został jednak przywrócony do stopni i funkcji. 6 grudnia 1800 r. mianowany szefem pułku kirasjerów lejbgwardii. Z okazji wstąpienia na tron Aleksandra I mianowany generałem kawalerii i wyznaczony na szefa kawaleryjskiej inspekcji dniestrowskiej, a od 8 lutego 1802 r. inflanckiej. Od 26 stycznia 1803 r. pełnił obowiązki wojskowego gubernatora Kijowa.
W 1804 r., wobec ochłodzenia stosunków z Turcją, Tormasow zajmował się formowaniem nad Dniestrem nowej armii. Został wówczas odznaczony Orderem św. Aleksandra Newskiego. Po pokoju w Tylży Tormasow poprosił o dymisję, uzasadniając to złym stanem zdrowia i trudami 35-letniej służby. 11 grudnia 1807 r. car przychylił się do jego prośby, pozostawiając mu jednak pełną pensję i prawo do noszenia munduru. Pełnił w tym czasie służbę cywilną jako gubernator w Kijowie, a potem w Rydze. Wrócił do służby w 1808 r. i został mianowany głównodowodzącym wojskami rosyjskimi w Gruzji. Wykazał tam duży talent dyplomatyczny, umiejętnie rozgrywając różnice pomiędzy narodami i plemionami kaukaskimi, dzięki czemu udało mu się uniknąć większych walk.
W 1812 r. objął dowództwo 3 Armii Zachodniej, której głównym zadaniem była osłona południowej Rosji od strony Księstwa Warszawskiego i Austrii. Już 15 lipca odniósł zwycięstwo nad saską brygadą generała Klengela pod Kobryniem. Sukcesowi temu nadano rozgłos propagandowy, a samego Tormasowa udekorowano Orderem Św. Jerzego II klasy.
Gdy naczelnym wodzem armii rosyjskiej został Kutuzow, powierzył mu kierowanie reorganizacją i odtwarzaniem całości wojsk. W sztabie Kutuzowa uczestniczył w walkach pod Tarutino i Małojarosławcem. Dowodził też częścią sił rosyjskich pod Krasnem. Po śmierci Kutuzowa objął naczelne dowództwo, co wywołało sprzeciw innych generałów, jako że nie było poparte jednoznaczną decyzją cara Aleksandra I. Po porażce pod Luetzen Tormasow został odwołany i mianowany członkiem Rady Państwa. W 1816 r. Tormasow został obdarzony tytułem hrabiowskim. Zmarł w 1819 r. w wieku 67 lat.